# 興禅護国論
『興禅護国論』（こうぜんごこくろん）とは、鎌倉時代初期、日本に臨済宗を伝え広めた栄西による仏教書。栄西が禅の布教にあたったとき、南都北嶺より激しい攻撃が加えられたのに対し、禅宗の要目を論じた著作。栄西にとっては主著にあたり、「日本における禅宗独立宣言の書」とも評価される。

## 概要

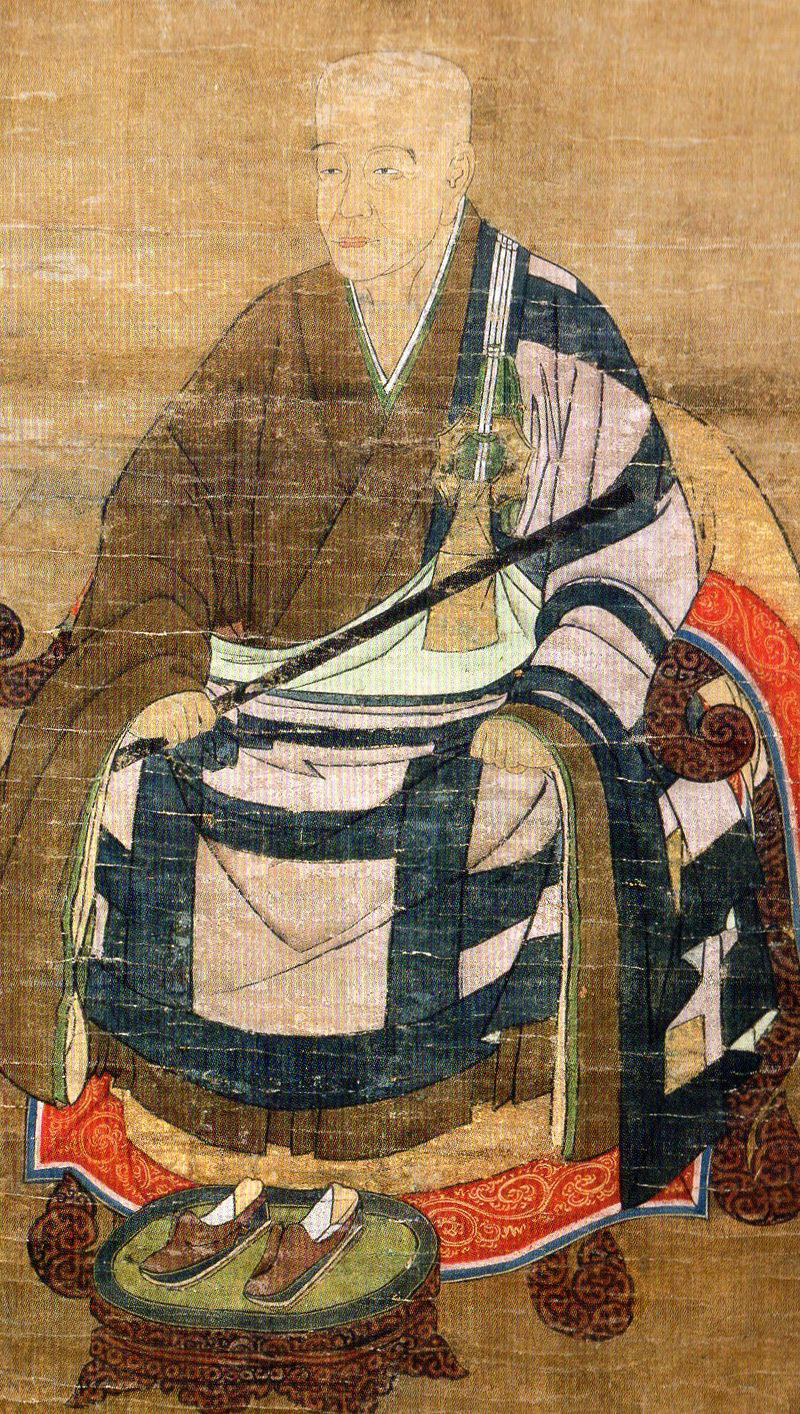
明菴栄西

建久9年（1198年）以前の成立と考えられる。全3巻で、禅宗は決して天台宗の教えに違背するものではなく、根本的には対立・矛盾するものではないとして、仏典（経・律・論）において説かれる禅の本旨を述べた著作である。仏道を追究して悟りを得ることのできる人の心の広大さを称える一文「大いなるかな、心（こころ）哉（や）」で始まり、全編は、第一「令法久住門」、第二「鎮護国家門」、第三「世人決疑門」、第四「古徳誠証門」、第五「宗派血脈門」、第六「典拠増進門」、第七「大綱歓参門」、第八「建立支目門」、第九「大国説話門」、第十「回向発願門」の10門に分けられる。禅の普及に圧力をかける南都北嶺とくに山門（比叡山延暦寺）に対する弁明・反論と朝廷から布教の許可を得ることを目指して著述された。
建久6年（1195年）の『出家大綱』、元久元年（1204年）の『日本仏法中興願文』とならび、栄西の思想を知るのに重要な著作である。原文は漢文で、巻首には筆者不明の栄西の伝記、巻後には栄西自身による『未来記』が付されている。

## 著述の経緯と目的
建久2年（1191年）、2度目の渡宋を終えて南宋より帰国した栄西は、九州地方北部において、聖福寺（福岡市博多区）をはじめ、徳門寺（福岡市西区宮浦）、東林寺（福岡市西区宮浦）、誓願寺（福岡市西区今津）、報恩寺 （福岡市東区香椎）、龍護山千光寺（福岡県久留米市）、智慧光寺（長崎県高来郡）、龍灯山千光寺（長崎県平戸市）、狗留孫山修善寺（山口県下関市）などを構えて禅の普及に尽力したが、建久5年（1194年）7月5日、日本達磨宗の大日房能忍らの摂津国三宝寺の教団とともに布教禁止の処分を受けた。
いっぽう筑前国筥崎（福岡市東区）の良弁という人物が、九州において禅に入門する人びとが増えたことを延暦寺講徒に訴え、栄西による禅の弘通を停止するよう朝廷にも働きかけたため、建久6年には関白の九条兼実は栄西を京に呼び出し、大舎人頭の職にあった白河仲資に「禅とは何か」を聴聞させ、大納言の葉室宗頼に対してはその傍聴の任にあたらせた。しかし、京の世界にあっては禅を受容することは難しいものと判断された。
そこで、明菴栄西によって、禅に対する誤解を解き、最澄（伝教大師）の開いた天台宗の教学に背くものではないとして禅の主旨を明らかにしようとして著されたのが本書である。九州で著されたと考えられる。栄西は、禅を興すことは王法護国をもたらす基礎となるべきものであるという自身の主張から、経典『仁王護国般若波羅密多経』の題号により『興禅護国論』と命名した。

## 内容
上述の通り、本書は10門より構成されており、それぞれの内容は以下に示す通りである。
- 第一「令法久住門」…仏法の命の源は戒にあり、戒律を守って清浄であるならば仏法は久住する。
- 第二「鎮護国家門」…般若（＝禅宗）は戒を基本としており、禅宗を奉ずれば諸天はその国家を守護する。
- 第三「世人決疑門」…禅に対する無知や疑惑、いわれなき誹謗（禅は悟りのない禅定をするだけである、「空」だけを強調する誤った教義であるなど）に対する反論。偏執の世人に対する批判。
- 第四「古徳誠証門」…古来の仏僧は禅を修行したことの証拠。
- 第五「宗派血脈門」…仏の心印は途絶えることなく栄西に至っていること。
- 第六「典拠増進門」…諸経論のなかにおいても教外別伝・不立文字の教えが説かれていること。
- 第七「大綱歓参門」…禅は仏教の総体であり、諸宗の根本であるとして以心伝心の真義を明らかにし、禅宗の大要を示す。
- 第八「建立支目門」…禅宗の施設・規式・条件などを示し、宗教界の刷新改革と戒律の重要性を説く。
- 第九「大国説話門」…インド・中国における禅門について示す。
- 第十「回向発願門」…功徳を他にふり向ける心を発せさせることの重要性を示す。

栄西は、この書において、戒律をすべての仏法の基礎に位置づけるとの立場に立ち、禅宗はすべての仏道に通じていると述べて、念仏など他の行を実践するとしても禅を修めなければ悟りを得ることはできないとした。また、生涯を天台宗の僧として生きた栄西は、四宗兼学を説いた最澄の教えのうち、禅のみが衰退しているのは嘆かわしいことであるとし、禅宗を興して持戒の人を重く用い、そのことによって比叡山の教学を復興し、なおかつ国家を守護することができると説いた。そして、禅宗に対する批判は、比叡山そのものを謗ることになると主張した。
この論を著述するにあたっては数多くの仏典が引用されており、引用にはすべて典拠を掲げて厳正を期している。
なお、栄西の手になる『未来記』1編は、自身の死去50年後には日本で禅の隆盛が訪れんことを期待するというもので、これは、日本の天台僧覚阿も師事した中国の高僧、杭州霊隠寺の仏海禅師慧遠が宋の乾道9年（1173年、承安3年）に自身の入滅後20年には禅は日本に渡って興隆すると予見したことを踏まえ、自身の帰国はこれに適合することを訴えたうえで禅の将来への期待を示したものであった。

## 刊本
刊本としては、
- 『大正新脩大蔵経』第80巻（大蔵出版、1924年-1934年）
  - 『大正新脩大蔵経』第80巻（大正新脩大蔵経刊行会、1992年）ISBN 4804395806
- 『日本思想大系 第16巻 中世禅家の思想』、柳田聖山校注（岩波書店、1972年）ISBN 4-00-070016-2
- 『国訳禅宗叢書』第2輯第8巻（第一書房、1974年）ISBN 978-4-8042-0218-1

などに収載されている。